# Inventario de Depresión de Beck
El Inventario de Depresión de Beck (BDI, BDI-II), creado por el psiquiatra, investigador y fundador de la Terapia Cognitiva, Aaron T. Beck, es un cuestionario autoadministrado que consta de 21 preguntas de respuesta múltiple. Es uno de los instrumentos más comúnmente utilizados para medir la severidad de una depresión.  Está compuesto por ítems relacionados con síntomas depresivos, como la desesperanza e irritabilidad, cogniciones como culpa o sentimientos como estar siendo castigado, así como síntomas físicos relacionados con la depresión (por ejemplo, fatiga, pérdida de peso y de apetito sexual). Existen tres versiones del BDI: la versión original, publicada en 1961, la revisión de 1971 bajo el título de BDI-1A; y el BDI-II, publicado en 1996. El BDI es bastante utilizado como herramienta de evaluación de la depresión por profesionales de la salud y por investigadores en diversas áreas. El resultado del BDI no es suficiente para realizar un diagnóstico de depresión, se necesitan evaluaciones complementarias (entrevista psicológica/psiquiátrica, valoración del contexto psicosocial, etc.), pero es una herramienta útil para detección o chequeo. 

## Características y utilidad
Este test consta de 21 preguntas con respuesta múltiple, donde el sujeto en cuestión que realiza el test deberá valorar en una escala de 0 a 3 el grado en el cual se identifica personalmente con la respuesta que ha contestado en el mismo (donde 0 es que no te identificas en absoluto, pudiendo concluir que no presentas los síntomas sobre los que versa la pregunta; y 3 es que hay una identificación absoluta, por lo cual, el sujeto padecería los síntomas). Es un  test de fácil realización, en el que el sujeto no emplearía más de 10 o 15 minutos en hacerlo.